# Erwin Schrödinger-Preis
Der Erwin Schrödinger-Preis der Österreichischen Akademie der Wissenschaften (ÖAW) ist ein seit 1956 jährlich verliehener Wissenschaftspreis für das Lebenswerk auf dem Gebiet der Mathematik und der Naturwissenschaften.

## Kriterien
Der Preis kann verliehen werden an Gelehrte, die in Österreich wirken und hervorragende wissenschaftliche Leistungen in den von der mathematisch-naturwissenschaftlichen Klasse im weitesten Sinne vertretenen Fächern vollbracht haben. Der Preis wird nicht an wirkliche Mitglieder der ÖAW vergeben. Diese können jedoch (als einzige) Vorschläge für Preisträger einreichen. Die Vergabe findet jährlich im Oktober im Rahmen einer feierlichen Preisverleihung statt. Der Preis ist mit 15.000 Euro dotiert.

## Preisträger
- 1956 Erwin Schrödinger[1]
- 1958 Felix Machatschki
- 1960 Erich Schmid
- 1962 Marietta Blau[2]
- 1963 Ludwig Flamm und Karl Przibram
- 1964 Otto Kratky
- 1965 Fritz Wessely
- 1966 Georg Stetter
- 1967 Berta Karlik und Gustav Ortner[3]
- 1968 Hans Nowotny
- 1969 Walter Thirring
- 1970 Erika Cremer
- 1971 Richard Biebl
- 1972 Fritz Regler und Paul Urban[4]
- 1973 Hans Tuppy
- 1974 Otto Hittmair und Peter Weinzierl[5]
- 1975 Richard Kiefer und Erwin Plöckinger
- 1976 Herbert W. König und Ferdinand Steinhauser
- 1977 Viktor Gutmann und Helmut Rauch
- 1978 Edmund Hlawka und Günther Porod
- 1979 Heinz Parkus
- 1980 Peter Klaudy und Hans List
- 1981 Kurt Komarek
- 1982 Othmar Preining
- 1983 Josef Schurz und Peter Schuster
- 1984 Leopold Schmetterer und Josef Zemann
- 1985 Adolf Neckel und Karl Schlögl
- 1986 Walter Majerotto und Horst Wahl
- 1987 Edwin Franz Hengge und Franz Seitelberger
- 1988 Wolfgang Kummer und Fritz Paschke
- 1989 Johannes Pötzl
- 1990 Manfred W. Breiter und Karl Kordesch
- 1991 Siegfried J. Bauer und Willibald Riedler
- 1992 Josef F. K. Huber und Karlheinz Seeger
- 1993 Benno Lux und Oskar F. Olaj
- 1994 Tilmann Märk und Heide Narnhofer
- 1995 Heinz Gamsjäger und Jürgen Hafner
- 1996 Alfred Kluwick
- 1997 Werner Lindinger und Thomas Schönfeld
- 1998 Peter Zoller
- 1999 Johann Mulzer
- 2000 Erich Gornik und Hans Troger
- 2001 Bernhard Kräutler und Siegfried Selberherr
- 2002 Ekkehart Tillmanns
- 2003 Erwin Hochmair und Hildegunde Piza
- 2004 Anton Stütz und Jakob Yngvason
- 2005 Franz Dieter Fischer und Rainer Kotz
- 2006 Rainer Blatt
- 2007 Georg Brasseur und Thomas Jenuwein
- 2008 Georg Wick
- 2009 Bernhard Michael Mayer
- 2010 Walter Kutschera
- 2011 Gerhard A. Holzapfel
- 2012 Jürgen Knoblich
- 2013 Nick Barton
- 2014 Denise Barlow
- 2015 Michael Wagner und Jiří Friml
- 2016 Ortrun Mittelsten Scheid und Jürgen Sandkühler
- 2017 Francesca Ferlaino
- 2018 Elly Tanaka und Peter Jonas
- 2019 Karlheinz Gröchenig und Helmut Ritsch
- 2020 László Erdős und Markus Arndt
- 2021 Christoph Bock
- 2022 Robert Seiringer
- 2023 Leonid Sazanov
- 2024 Daniel Gerlich und Hans Jürgen Briegel[6]